# Mickey Mania
Mickey Mania: The Timeless Adventures of Mickey Mouse es un videojuego de plataforma de 1994 desarrollado por Traveller's Tales y publicado por Sony Imagesoft para Super Nintendo Entertainment System, Sega Genesis y Sega CD. En el juego, el jugador controla a Mickey Mouse, que debe navegar a través de varios niveles de desplazamiento lateral, cada uno diseñado y basado en dibujos animados clásicos de Mickey Mouse. El juego se lanzó más tarde en PlayStation el 1 de marzo de 1996 como Mickey's Wild Adventure. Se pretendía lanzar un segundo juego, Mickey Mania 2, pero se canceló porque Traveller's Tales se estaba centrando en el desarrollo de Toy Story.

## Sistema de juego
Mickey Mania es un juego de plataformas en el que los jugadores controlan a Mickey Mouse mientras visita varios lugares basados en sus dibujos animados anteriores, desde su debut en Steamboat Willie hasta el más reciente The Prince and the Pauper. Mickey puede atacar a los enemigos saltando sobre ellos o usando un suministro limitado de canicas, que se recolectan a lo largo del nivel. Mickey puede recibir hasta cinco golpes, representados por los dedos que sostiene en su mano, que pueden reponerse recolectando estrellas, mientras que se pueden ganar vidas adicionales encontrando sombreros de Mickey. Los niveles ofrecen una variedad de desafíos, como acertijos que el jugador debe resolver, escapar de un alce salvaje y huir de una escalera en llamas.
Los niveles del juego se basan en los siguientes dibujos animados clásicos de Mickey Mouse:
- Steamboat Willie (1928)
- The Mad Doctor (1933)
- The Band Concert (1935) (no incluida en la versión de Super Nintendo)
- Moose Hunters (1937)
- Lonesome Ghosts (1937)
- Mickey and the Beanstalk (1947)
- The Prince and the Pauper (1990)

## Desarrollo
Originalmente, se planeó lanzar Mickey Mania para coincidir con el cumpleaños número 65 de Mickey en 1993. Sin embargo, como eso solo habría permitido seis meses para desarrollar el juego, esta idea pronto se descartó en favor del concepto más convincente de Mickey viajando de regreso. en el tiempo a sus propias caricaturas clásicas originales y posteriormente recreando los eventos de los cortos antes mencionados en el proceso. El juego rinde homenaje a la temprana carrera de dibujos animados de Mickey.
El éxito de Mickey Mania condujo al desarrollo de una secuela que luego sería cancelada para que Traveller's Tales pudiera enfocarse en el desarrollo de un juego basado en la próxima película Toy Story. El juego fue el proyecto debut del diseñador de juegos David Jaffe.

### Diferencias de las versiones
A la versión de SNES le falta el nivel oculto Band Concert, la secuencia de escaleras en el nivel Mad Doctor, algunos efectos especiales, algunas de las apariciones de Pluto y algunas secuencias de final de nivel. También agrega pantallas de tiempo de carga entre cada área. Las versiones de Sega CD y PSX extienden el final al nivel Mad Doctor, mostrando que Mad Doctor había retrocedido a un bebé, y agrega una secuencia cerca del final del nivel Prince and the Pauper en la que Mickey debe encontrar lápices para llamar al otro. Mickeys de los seis niveles principales para atacar a Pete, además de darle a Mickey un extenso diálogo relevante para situaciones a lo largo del juego. La versión de Genesis carece del área oculta cerca del final del primer nivel. La versión de PlayStation mejora los gráficos (todos los sprites se rehacen, las secuencias de las escaleras se renderizan en 3D, y en el nivel Mad Doctor, ocasionalmente vienen cajas detrás de las cuales Mickey tiene que esquivar) y agrega una secuencia al final de Mickey y el Nivel Beanstalk donde Mickey debe huir de Willie el Gigante. Willie no aparece en ninguna de las otras versiones del juego a pesar de que se menciona en los manuales de las cuatro versiones.
Tanto las versiones de Sega CD como PlayStation utilizan una banda sonora basada en CD compuesta por Andy Blythe y Marten Joustra con música adicional de Michael Giacchino.

## Recepción
En el lanzamiento, Famicom Tsūshin calificó la versión de Super Nintendo del juego con 28 de 40, dando a la versión de Genesis 30 de 40. GamePro le dio a la versión de Genesis una revisión mixta. Aplaudieron especialmente el estilo visual y el motivo de jugar dentro de dibujos animados antiguos, comentando que «la mezcla del pasado y el presente es mágica», pero criticaron que el juego es demasiado fácil y concluyeron que «si Mickey no es lo tuyo, ganarás. Pero si te gustó alguno de los otros juegos de Mickey, no te perderás Mickey Mania». El mismo crítico cubrió más tarde la versión de Sega CD. Elogió sus gráficos mejorados, muestras de voz adicionales y nuevo nivel, pero nuevamente concluyó que el juego es demasiado fácil para atraer a cualquiera que no sea fanático de Mickey Mouse. Otro crítico de GamePro cubrió la versión de SNES y, por el contrario, descubrió que la dificultad del juego era demasiado alta para los jugadores más jóvenes, pero elogió los controles receptivos y los gráficos nítidos.
Maximum le dio a la versión de PlayStation dos de cinco estrellas. Elogiaron el estilo gráfico, la atención al detalle y la jugabilidad sólida, pero criticaron que la acción nunca aumenta en intensidad o vale la pena, y que el juego no presenta mejoras notables con respecto a las versiones anteriores del juego de última generación. Sin embargo, consideraron que era mucho mejor que el otro juego de plataformas en 2D de PlayStation, Johnny Bazookatone.
Next Generation revisó la versión del juego de Sega CD, calificándola con cuatro estrellas de cinco, y afirmó que «aquí hay suficiente innovación [...] para que sea imprescindible, y si tienes hijos, creo que es la ley». También revisó la versión Génesis del juego, calificándola con cuatro estrellas de cinco: «Una acción ingeniosa como la de Mickey mezclando cuidadosamente una poción mientras es atacado por todos lados, hace que sea difícil de dejar».
El juego ganó el premio Parents' Choice de 1994. La revista VideoGames lo premió como Mejor Juego de Sega CD. En 2018, Complex clasificó el juego en el puesto 49 en su texto Los mejores juegos de Super Nintendo de todos los tiempos: «Un gran juego y una lección de historia en todo lo relacionado con Mickey Mouse: Mickey Mania fue un título fantástico que utilizó por completo la amplia paleta de colores [sic] de la SNES. Walt Disney estaría orgulloso». En 1995, Total! calificó a Mickey Mania en el puesto 54 en sus 100 mejores juegos de SNES. Elogiaron el juego como original y muy jugable.